# Université de Victoria
Pour les articles homonymes, voir Université Victoria (homonymie).
L'Université de Victoria (en anglais, University of Victoria : UVic) est une université publique canadienne fondée en 1903. Elle est située entre deux municipalités, Saanich et Oak Bay, au nord-est du centre-ville dans la métropole de Victoria, en Colombie-Britannique. Elle compte environ 21 700 étudiants (2018).
Fondée par l'Université McGill, elle reste étroitement associée à celle-ci. Elle attire des étudiants notamment pour ses programmes d'études coopératives, d'ingénierie, de droit, de sciences de la Terre et de l'Océan. Ses projets VENUS (Victoria Experimental Network Under the Sea) et NEPTUNE d'observation des fonds sous-marins en font un leader dans le domaine au Canada.
L'Université de Victoria est connue pour son architecture, ses jardins et la douceur de son climat.

## Facultés
L'Université de Victoria compte 12 facultés, soit éducation, ingénierie, sciences informatiques, Beaux-Arts, développement social, sciences humaines, médecine, sciences, sciences sociales, droit, éducation supérieure et éducation permanente.
Deux facultés se distinguent particulièrement pour leur excellence :
- La Faculté de Droit se classe régulièrement parmi les meilleures facultés de Droit du Canada. Elle offre un programme de partenariat études-travail ainsi qu'un programme intensif de droit de l'environnement, comprenant un cours à Hakla Beach (B-C) en association avec la Fondation Tula. La Faculté est depuis longtemps profondément engagée dans nombre de causes touchant aux Aborigènes, à l'écologie et à l'environnement[1],[2].
- La Faculté de Business (UVic Business : formations labellisées Equis) est synonyme de performance et se classe constamment dans les 10 premières du pays. 2. Elle est fortement tournée vers l'International avec près de 45 universités et business schools associées. Les partenaires les plus prestigieux sont : la Singapore Management University en Asie, Tec de Monterrey au Mexique, l'ESC Toulouse, le CERAM, l'EDHEC (Lille), Neoma Business School ( Esc Rouen et Reims) et KEDGE Business School ( Bordeaux et Marseille École de management) en France.

## Historique

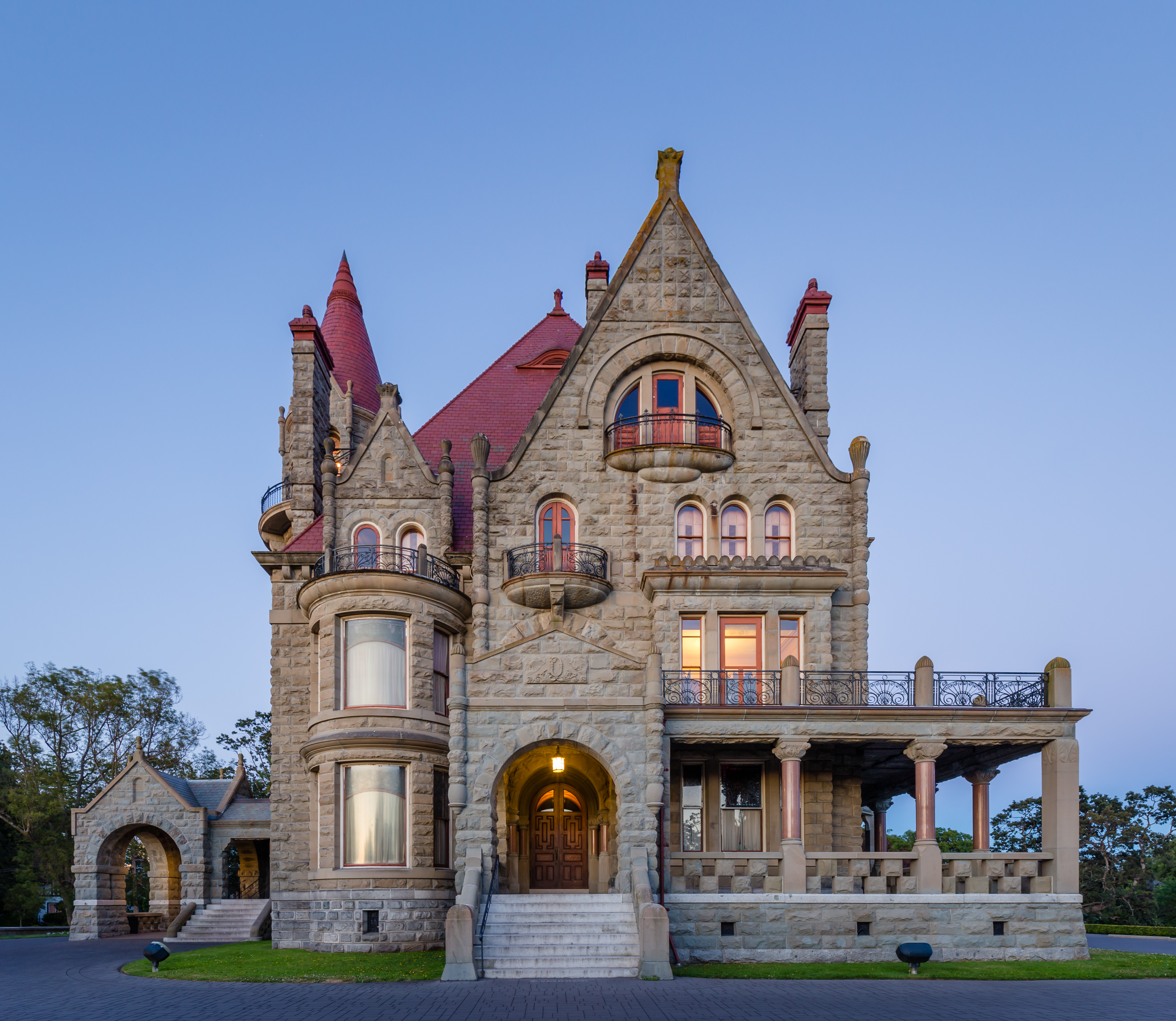
Le château Craigdarroch, un des sièges de l'université. Photo juin 2018.

Créée en 1903 sous le nom de Victoria College (Collège Victoria), l'université ne prend son nom actuel qu'en 1963. De 1903 à 1915, le Collège Victoria est affilié à l'université montréalaise McGill, mais est dirigé par la commission scolaire Victoria en tant qu'annexe de l'école secondaire Victoria, dont elle partageait les installations. Seuls les programmes de première et de seconde année étaient offerts.
En 1915, l'ouverture de l'Université de la Colombie-Britannique, oblige le Collège à suspendre ses opérations. À la suite de la pression locale, le Collège Victoria rouvre en 1920, cette fois affilié à l'Université de la Colombie-Britannique. Toujours dirigé par la commission scolaire, celle-ci lui attribue cependant ses propres locaux dans l'impressionnant manoir Dunsmuir, ou Craigdarroch Castle.
En 1946, le Collège Victoria s'installe sur le campus Lansdowne, qui abrite maintenant le Collège Camosun. En 1956, l'université fusionne avec l'École normale provinciale (Provincial Normal School) qui devient sa faculté d'éducation et acquiert le nouveau campus Gordon Head.
En 1963, le Collège Victoria change de nom pour Université de Victoria et celle-ci devient une université autonome.

## Campus
Le campus principal de l'université, nommé Gordon Head, s'étend de Oak Bay à Saanich et comprend le Ring Road, une route formant un cercle parfait de 600 m de diamètre, au cœur du campus.
Le plus vieux bâtiment du campus, Clearihue, date de 1962 (agrandi en 1971) et abrite la faculté des sciences humaines (incluant les départements de langues) et le département de mathématiques. Quelques-uns des autres bâtiments sont Cunningham (département de biologie), Elliott (département de chimie, de physique et d'astronomie, incluant l'observatoire Climenhaga, Fraser (ou Begbie building) (faculté de droit), Ian Stewart Complex (centre de conditionnement physique), MacLaurin (faculté d'éducation et le département de musique), la bibliothèque McPherson Library, Sedgewick (département d'édudes environnementales et d'études sociales), etc. L'université comprend aussi des résidences qui accueillent plus de 3 200 étudiants.
Le campus compte également les célèbres jardins Finnerty et Mystic Vale, en plus d'héberger des cerfs, des hiboux, des écureuils, quelques animaux sauvages de la région, dont des cougars et une importante population de lapins domestiques (surnommés Campus Bunnies).

## Distinctions
Le MacLean's, un important magazine canadien, a classé UVic comme une des trois meilleures universités du pays durant trois années consécutives. L'Université a été classée en tête pour l'année 2014. Sa Faculté de droit s'est également classée en tête du pays huit fois sur une période de treize ans. Elle est maintenant classée quatrième par le Canadian Lawyer Magazine. Le programme de Maîtrise en administration des affaires est régulièrement classé parmi les dix premiers du Canada. UVic est la deuxième université de recherche en importance en Colombie-Britannique, après UBC, et est une des vingt meilleures institutions de recherche au Canada.

## Étudiants notables
- Stephen Collis
- Esi Edugyan
- Louise Edwards
- Erin Karpluk
- Andrew J. Weaver
- Lauren Woolstencroft